# PROBA-1
PROBA-1 (Project for On Board Autonomy) è il primo satellite della serie PROBA dell'Agenzia Spaziale Europea nel In‑orbit Technology Demonstration Programme (Programma dimostrativo di tecnologie orbitali), che si prefigge lo scopo di testare nuove tecnologie che permettano, ai futuri satelliti scientifici, di sfruttare i benefici dell'on-board autonomy, cioè la capacità di effettuare numerose operazioni in completa autonomia riducendo drasticamente le operazioni da terra.

## Obiettivi
Gli obiettivi di Proba-1 erano :
- dimostrazione e valutazione in orbita di nuove tecnologie hardware e software per veicoli spaziali
- dimostrazione e valutazione in orbita di autonomia operativa del satellite
- test e dimostrazioni in orbita di strumenti per l'osservazione della Terra e dell'ambiente spaziale